# Howard Shoup
Howard Shoup (parfois crédité Shoup) est un costumier américain, de son nom complet Conway Howard Shoup, né le 29 août 1903 à Dallas (Texas), mort le 29 mai 1987 à Los Angeles (Californie).

## Biographie
Au cinéma, où il exerce principalement, Howard Shoup débute comme chef-costumier en 1937 et contribue à cent-soixante-quatorze films américains (dont des westerns) jusqu'en 1967 — produits entre autres par Metro-Goldwyn-Mayer et Warner Bros. —, souvent pour les seuls costumes féminins.
Parmi ses films notables, citons Les Aventures de Tarzan à New York (1942, avec Johnny Weissmuller et Maureen O'Sullivan), Lily Mars vedette de Norman Taurog (1943, avec Judy Garland et Van Heflin), La Blonde du Far-West de David Butler (1953, avec Doris Day et Howard Keel), Ce monde à part de Vincent Sherman (1959, avec Paul Newman, Barbara Rush et Alexis Smith), Gypsy, Vénus de Broadway (Gypsy) de Mervyn LeRoy (1962, avec Natalie Wood et Rosalind Russell), ou encore Luke la main froide de Stuart Rosenberg (son dernier film en 1967, avec Paul Newman et George Kennedy).
Ce monde à part lui vaut en 1960 la première de ses cinq nominations à l'Oscar de la meilleure création de costumes (il n'en gagne pas).
Howard Shoup est l'un des membres fondateurs (dont Edith Head) de la Costume Designers Guild, en 1953.
Au théâtre, il collabore pour Broadway (New York) à la comédie musicale Music in the Air du tandem Jerome Kern-Oscar Hammerstein II, représentée en 1932-1933, puis à la pièce Winged Victory (en) de Moss Hart, jouée en 1943-1944 (et adaptée au cinéma en 1944).

## Filmographie partielle
- 1937 : Rivalité (Slim) de Ray Enright
- 1937 : La Révolte (San Quentin) de Lloyd Bacon
- 1937 : À l'est de Shanghaï (West of Shangaï) de John Farrow
- 1937 : Un homme a disparu (The Perfect Specimen) de Michael Curtiz
- 1937 : L'Île du diable (Alcatraz Island) de William C. McGann
- 1937 : Sous-marin D-1 (Submarine D-1) de Lloyd Bacon
- 1938 : Un meurtre sans importance (A Slight Case of Murder) de Lloyd Bacon
- 1938 : L'Enfant rebelle (en) (The Beloved Brat) d'Arthur Lubin
- 1938 : Swing Your Lady de Ray Enright
- 1938 : Love, Honor and Behave de Stanley Logan
- 1938 : The Invisible Menace de John Farrow
- 1938 : Menaces sur la ville (Racket Busters) de Lloyd Bacon
- 1938 : Jeunes Filles en probation (en) (Girls on Probation) de William C. McGann
- 1938 : Le Cavalier errant (Going Places) de Ray Enright
- 1939 : À chaque aube je meurs (Each Dawn I Die) de William Keighley
- 1939 : Quatre Jeunes Femmes (Four Wives) de Michael Curtiz
- 1939 : Agent double (Espionage Agent) de Lloyd Bacon
- 1939 : On Trial, de Terry O. Morse
- 1939 : Filles courageuses (Daughters Courageous) de Michael Curtiz
- 1940 : La Balle magique du Docteur Ehrlich (Dr. Ehrlich's Magic Bullet) de William Dieterle
- 1940 : Rendez-vous à minuit (It All Came True) de Lewis Seiler
- 1940 : L'Étrange Aventure (Brother Orchid) de Lloyd Bacon
- 1940 : L'Homme qui parlait trop (The Man Who Talked Too Much) de Vincent Sherman
- 1940 : Torrid Zone de William Keighley
- 1940 : Ville conquise (City for Conquest) d'Anatole Litvak
- 1941 : Échec à la Gestapo (All Through the Night) de Vincent Sherman
- 1941 : Shining Victory d'Irving Rapper
- 1941 : Des pas dans la nuit (Footsteps in the Dark) de Lloyd Bacon
- 1941 : Nuits joyeuses à Honolulu (Navy Blues) de Lloyd Bacon
- 1941 : Out of the Fog d'Anatole Litvak
- 1942 : Si Adam avait su... (The Male Animal) d'Elliott Nugent
- 1942 : Les Aventures de Tarzan à New York (Tarzan's New York Adventure) de Richard Thorpe
- 1942 : Les Amours de Marthe (The Affairs of Martha) de Jules Dassin
- 1942 : Les Chevaliers du ciel (Captains of the Clouds) de Michael Curtiz
- 1942 : Sept Amoureuses (Seven Sweethearts) de Frank Borzage
- 1942 : Grand Central Murder de S. Sylvan Simon
- 1943 : Un petit coin aux cieux (Cabin in the Sky) de Vincente Minnelli et Busby Berkeley
- 1943 : Un commando en Bretagne (Assignment in Brittany) de Jack Conway
- 1943 : Lily Mars vedette (Presenting Lily Mars) de Norman Taurog
- 1943 : Catherine et son amant (She's Back on Broadway) de Gordon Douglas
- 1946 : Cœurs fidèles (Faithful in My Fashion) de Sidney Salkow
- 1947 : Little Mister Jim de Fred Zinnemann
- 1952 : Le Chanteur de jazz (The Jazz Singer) de Michael Curtiz
- 1952 : Le Bal des mauvais garçons (Stop, You're Killing Me) de Roy Del Ruth
- 1953 : La Blonde du Far-West (Calamity Jane) de David Butler
- 1953 : Mon grand (So Big) de Robert Wise
- 1953 : L'Homme au masque de cire (House of Wax) d'André de Toth
- 1954 : Un amour pas comme les autres (Young at Heart) de Gordon Douglas
- 1954 : L'Homme des plaines (The Boy from Oklahoma) de Michael Curtiz
- 1955 : Le Tigre du ciel (The McConnell Story) de Gordon Douglas
- 1955 : Le Gang du blues ou La Peau d'un autre (Pete Kelly's Blues) de Jack Webb
- 1955 : Condamné au silence (The Court-Martial of Billy Mitchell) d'Otto Preminger
- 1956 : Le Bébé de Mademoiselle (Bundle of Joy) de Norman Taurog
- 1957 : Pour elle un seul homme (The Helen Morgan Story) de Michael Curtiz
- 1957 : La Femme et le Rôdeur (The Unholy Wife) de John Farrow
- 1957 : Bombardier B-52 (Bombers B-52) de Gordon Douglas
- 1958 : En patrouille (Deep Six) de Rudolph Maté
- 1958 : Retour avant la nuit (Home Before Dark) de Mervyn LeRoy
- 1959 : Le Courrier de l'or (Westbound) de Budd Boetticher
- 1959 : Ce monde à part (The Young Philadelphians) de Vincent Sherman
- 1959 : Ils n'ont que vingt ans (A Summer Place) de Delmer Daves
- 1960 : Cet homme est un requin (Cash McCall) de Joseph Pevney
- 1960 : L'Inconnu de Las Vegas (Ocean's Eleven) de Lewis Milestone
- 1960 : Les Aventuriers (Ice Palace) de Vincent Sherman
- 1960 : La Chute d'un caïd (The Rise and Fall of Legs Diamond) de Budd Boetticher
- 1960 : Le Buisson ardent (The Bramble Bush) de Daniel Petrie
- 1961 : La Soif de la jeunesse (Parrish) de Delmer Daves
- 1961 : Claudelle Inglish de Gordon Douglas
- 1962 : Gypsy, Vénus de Broadway (Gypsy) de Mervyn LeRoy
- 1963 : Un enfant attend (A Child is Waiting) de John Cassavetes
- 1964 : Un mari à tout faire (Kisses for My President) de Curtis Bernhardt
- 1964 : La Charge de la huitième brigade (A Distant Trumpet) de Raoul Walsh
- 1965 : À corps perdu (A Rage to Live) de Walter Grauman
- 1966 : Sursis pour une nuit (An American Dream) de Robert Gist
- 1967 : Hôtel Saint-Gregory (Hotel) de Richard Quine
- 1967 : Luke la main froide (Cool Hand Luke) de Stuart Rosenberg

## Théâtre (à Broadway)
- 1932-1933 : Music in the Air, comédie musicale, musique de Jerome Kern, lyrics et livret d'Oscar Hammerstein II, mise en scène de Jerome Kern et Oscar Hammerstein II, orchestrations de Robert Russell Bennett, avec Tullio Carminati, Walter Slezak (costumes en collaboration avec John Harkrider)
- 1943-1944 : Winged Victory, pièce de Moss Hart, avec Alan Baxter, Red Buttons, Lee J. Cobb, Elisabeth Fraser, Karl Malden, Edmond O'Brien, George Reeves, Martin Ritt

## Distinctions
- Nominations à l'Oscar de la meilleure création de costumes (catégorie noir et blanc exclusivement) :
  - En 1960, pour Ce monde à part ;
  - En 1961, pour La Chute d'un caïd ;
  - En 1962, pour Claudelle Inglish ;
  - En 1965, pour Kisses for My President ;
  - Et en 1966, pour A Rage to Live.